# Panama City Beach
Panama City Beach is een plaats (city) in de Amerikaanse staat Florida, en valt bestuurlijk gezien onder Bay County.

## Demografie
Bij de volkstelling in 2000 werd het aantal inwoners vastgesteld op 7671.
In 2006 is het aantal inwoners door het United States Census Bureau geschat op 13.565, een stijging van 5894 (76,8%).

## Geografie
Volgens het United States Census Bureau beslaat de plaats een oppervlakte van
18,3 km², waarvan 18,0 km² land en 0,3 km² water. Panama City Beach ligt op ongeveer 4 m boven zeeniveau.

## Plaatsen in de nabije omgeving
De onderstaande figuur toont nabijgelegen plaatsen in een straal van 24 km rond Panama City Beach.